# .рф
A .рф (Punycode: .xn--p1ai) Oroszország nemzeti karakterekkel (cirill írással) regisztrált internetes legfelső szintű tartománykódja.
Az Oroszországi Föderációval kapcsolatos entitások regisztrálhatnak majd doménneveket ide. A nevek kizárólag cirill karaktereket tartalmazhatnak. A domén delegációja 2010. május 12-én történt meg, az első két működő oldal a http://президент.рф és a http://правительство.рф. voltak.
Oroszország latin írással regisztrált TLD-je a .ru.

## Átírás, karakterkészlet
Az рф (Российская Федерация) latin betűs átírása Rosszijszkaja Fegyeracija (Oroszországi Föderáció). Az ICANN támogató szervezeteként működő Generic Names Supporting Organization (GNSO) egyik megőrzendőnek tartott alapelve, hogy a görög, illetve cirill ábécével írott legfelső szintű tartományok lehetőleg ne álljanak kizárólagosan olyan karakterekből, amelyek összetéveszthetők az azonos vagy hasonló alakú latin karakterekkel – ez a probléma különösen a cirill ábécével kapcsolatban áll fenn. Ezért a GNSO el akarta került a „.ru” közvetlen átírását cirill betűkre „ру” formájában, vagy Oroszország nevének (Россия) gyakori rövidítését – „ро” – hogy elkerülje az összetéveszthetőséget a .py (Paraguay) és .po (jelenleg nincs kiosztva) latin betűs ccTLD-kkel.

## Lásd még
- .ru
- .su
- .бг